# Równowaga biocenotyczna
Równowaga biocenotyczna – stan biocenozy, w którym nie ulega ona większym zmianom ilościowym i jakościowym, w wyniku działania procesów samoregulacji ekologicznej. Liczba producentów, konsumentów i destruentów jest w zasadzie stała i ulega tylko nieznacznym wahaniom. Podobnie jest ze składem gatunkowym. Trwałe naruszenie równowagi biocenotycznej jest możliwe w wyniku długotrwałych lub ostrych zmian warunków (np. zmiana klimatu, czy zmiana warunków glebowych).